# 머거릿 설래번
머거릿 설래번(Margaret Sullavan, 1909년 5월 16일 ~ 1960년 1월 1일)은 미국의 배우이다.

## 참여 작품
- 모퉁이 가게